# Социална икономика
Социална икономика се отнася до третия икономически сектор, между частния (бизнес) сектор или публичния (държавен) сектор. Тя включва организации като кооперациите, неправителствените организации (НПО) и благотворителността.
Икономиката може да се смята като състояща се от три сектора:
- Бизнес частен сектор, който е частно притежаван и мотивиран от печалбата;
- Публичен сектор, който е притежаван от държавата;
- Социална икономика, която обхваща широка сфера от общностни, доброволчески и не-за-печалба активности.

Понякога се смята, че има и четвърти, неформален сектор, или това е секторът на размяната, която се случва в семейството и между приятели.

В Европа няма обща дефиниция за социална и солидарна икономика поради националните условия и специфики, в които организациите и инициативите на сектора се зараждат и развиват във всяка държава. В същото време съществуват общи принципи, ценности и характеристики, присъщи на организациите на сектора. Възникването и еволюцията на идеите и институциите на социалната и солидарна икономика в Европа в историческа и дългосрочна перспектива, както и тяхното влияние и преноса им на Балканите са резултат от взаимодействието на множество ендогенни и екзогенни фактори. В сравнение с повечето европейски държави, на Балканите този сектор е нововъзникващ и все още уязвим.
|  | Тази страница частично или изцяло представлява превод на страницата Social economy в Уикипедия на английски. Оригиналният текст, както и този превод, са защитени от Лиценза „Криейтив Комънс – Признание – Споделяне на споделеното“, а за съдържание, създадено преди юни 2009 година – от Лиценза за свободна документация на ГНУ. Прегледайте историята на редакциите на оригиналната страница, както и на преводната страница, за да видите списъка на съавторите. ВАЖНО: Този шаблон се отнася единствено до авторските права върху съдържанието на статията. Добавянето му не отменя изискването да се посочват конкретни източници на твърденията, които да бъдат благонадеждни. |

1. ↑  Маринова, Цветелина. Социална и солидарна икономика и финанси на Балканите и в Европа. Историческо развитие, съвременни идеи, институции и политики.   София, Университетско издателство „Св. Климент Охридски“, октомври 2021. ISBN 978-954-07-5310-2.